# Philip Timo Rogers
Philip Timo Rogers, känd som Phil Rogers, född 2 juni 1969, är en brittisk företagsledare som från augusti 2025 är vd för Embracer Group.

## Biografi och karriär
Phil Rogers har en kandidatexamen i matematik från University of Leeds i Storbritannien. 
År 2008 utsågs han till vd för Eidos Interactive. När bolaget 2009 förvärvades av Square Enix blev han vd för Square Enix Europe, en roll han innehade fram till 2013. Därefter blev han vd för Square Enix Europe and America, en position han hade till augusti 2022. Under perioden juni 2013 till juni 2018 var han också ledamot i styrelsen för Square Enix Holdings.
Efter att Embracer Group 2022 förvärvat Crystal Dynamics och Eidos utsågs Rogers till vd för den nybildade operativa enheten Crystal Dynamics – Eidos. Sommaren 2024 fick han ett utökat ansvar som vice vd för Embracer Group samtidigt som han kvarstod som vd för Crystal Dynamics – Eidos. Våren 2025 fick han även ansvar för den operativa gruppen Plaion. Den 1 augusti 2025 tillträdde han som vd för Embracer Group. Han efterträdde då grundaren Lars Wingefors.